# Astiphromma watanabei
Astiphromma watanabei là một loài tò vò trong họ Ichneumonidae.